# Odostomia spreadboroughi
Odostomia spreadboroughi är en snäckart som beskrevs av Dall och Bartsch 1910. Odostomia spreadboroughi ingår i släktet Odostomia och familjen Pyramidellidae. Inga underarter finns listade i Catalogue of Life.